# John Ainsworth-Davies
John Creyghton Ainsworth-Davis (Aberystwyth, Gal·les, 23 d'abril de 1895 - Stockland, Devon, 3 de gener de 1976) va ser un atleta gal·lès, que va competir a començaments del segle xx.
El 1920 va prendre part en els Jocs Olímpics d'Anvers, on disputà dues proves del programa d'atletisme. En la cursa del 4x400 metres relleus, formant equip amb Cecil Griffiths, Robert Lindsay i Guy Butler, guanyà la medalla d'or, mentre en els 400 metres fou cinquè.
Després de graduar-se a la Universitat de Cambridge, Ainsworth-Davis va estudiar medicina al St Bartholomew's Hospital i va tocar música en un club nocturn per ajudar a la seva família. En no poder dedicar tot el temps necessari a l'esport es va retirar de les competicions després de finalitzar en quarta posició de les 440 iardes dels Campionats de l'AAA de 1921. Acabà sent un respectat cirurgià urològic i secretari de la Royal Society of Medicine. Durant la Segona Guerra Mundial va ser cap de la divisió quirúrgica de l'hospital de la RAF a la Cosford Royal Air Force Base. Posteriorment va ser secretari i president de la Hunterian Society (1958).

## Millors marques
- 400 metres. 50.0" (1920)[1][2]